# St. Josef (Zuckerdorf Klein Wanzleben)

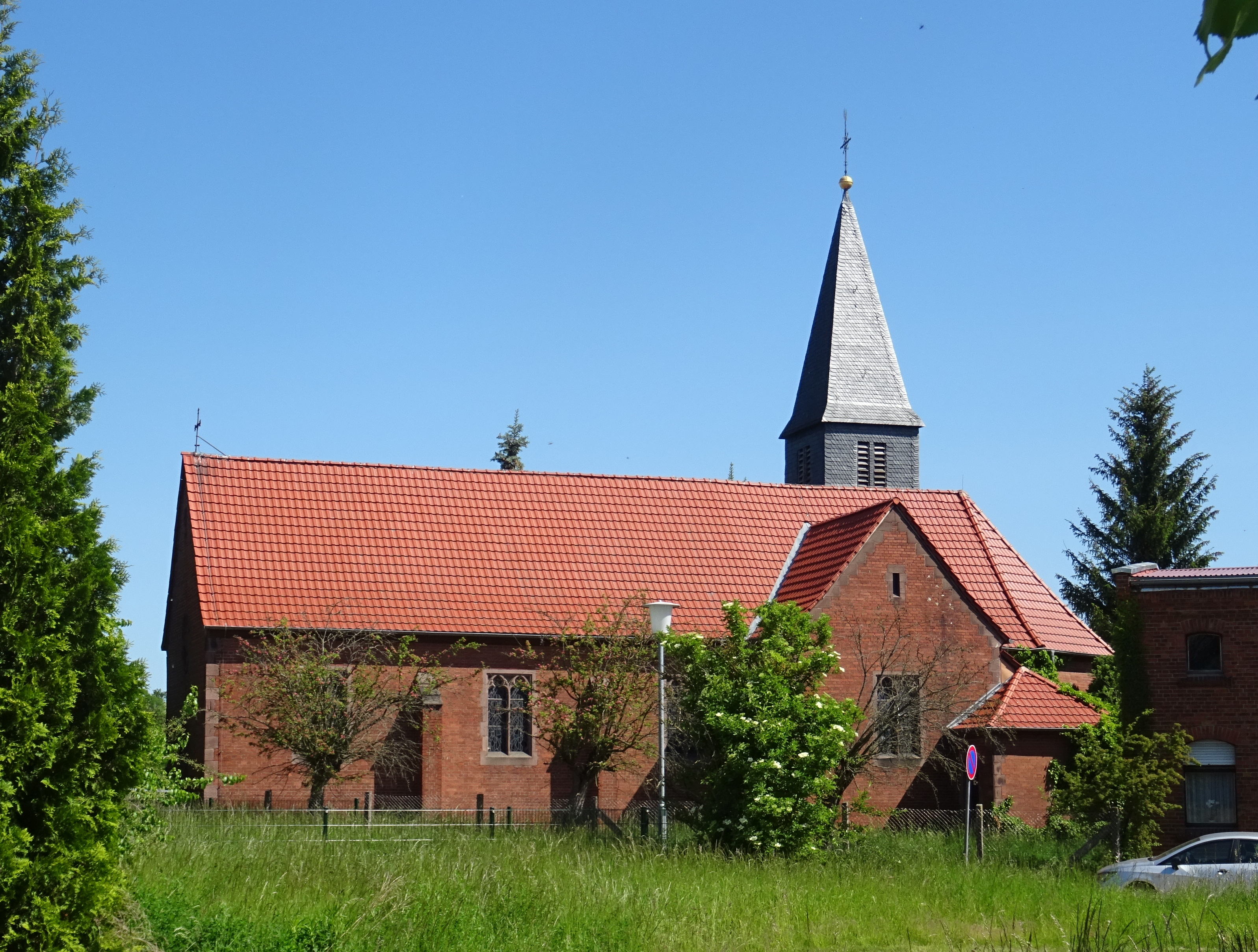
St.-Josef-Kirche (2018)

Die Kirche Sankt Josef war die katholische Kirche in Zuckerdorf Klein Wanzleben, einem Ortsteil der Stadt Wanzleben-Börde im Landkreis Börde in Sachsen-Anhalt. Die nach dem Heiligen Josef von Nazaret benannte Kirche befand sich am nördlichen Ortsrand von Klein Wanzleben und hat die Adresse Ampfurther Ring 50. Sie gehörte zuletzt zur Pfarrei „St. Bonifatius“ mit Sitz in Stadt Wanzleben, im Dekanat Egeln des Bistums Magdeburg. Die Kirche ist im Denkmalverzeichnis des Landes Sachsen-Anhalt unter der Erfassungsnummer 094 16049 als Baudenkmal verzeichnet.

## Geschichte
Nachdem die Bevölkerung von Klein Wanzleben mit der Reformation lutherisch geworden war, siedelten sich erst wieder ab etwa 1840 Katholiken im Dorf an. Sie fanden Arbeit in der Landwirtschaft und in der um 1837 gegründeten Zuckerfabrik.
1899 eröffnete der Pfarrer von Meyendorf in Klein Wanzleben eine katholische Schule, die in einem Raum der Gaststätte Denecke eingerichtet worden war. Ebenfalls 1899 wurde am Fuchsberg ein Grundstück angekauft, wo es zum Bau eines Schulgebäudes kam, das am 26. April 1903 durch Franz Schauerte, den Bischöflichen Kommissar in Magdeburg, seine Benediktion erhielt.
Mit der Ernennung des Priesters Heinrich Hufnagel als Verweser der Filialvikarie Klein Wanzleben zum 15. April 1908 erfolgte die Gründung der Kirchengemeinde Klein Wanzleben. Nach Plänen von Arnold Güldenpfennig, Diözesanbaumeister des Bistums Paderborn, zu dem Klein Wanzleben damals gehörte, war bereits 1907 mit dem Bau der Kirche und des Pfarrhauses begonnen worden. Am 24. Mai 1908 erfolgte die Weihe der neuerbauten Kirche St. Josef, im Oktober des gleichen Jahres wurde das Pfarrhaus bezogen. Zur Kirchengemeinde Klein Wanzleben gehörte unter anderem auch Schermcke, wo 1913/14 die St.-Norbert-Kirche erbaut wurde.
1939 wurde die Schule von den nationalsozialistischen Machthabern aufgelöst. Zum 1. Oktober 1948 wurde die Kirchengemeinde Klein Wanzleben zur Filialkirchengemeinde erhoben. Die Kirchenfenster wurden 1965 von Christof Grüger gestaltet.
Im Jahre 2008, zum 100-jährigen Weihejubiläum, fand in der Kirche der letzte große Gottesdienst statt, in den folgenden Jahren wurde die Kirche kaum mehr genutzt. Am 14. April 2016 erfolgte ihre Profanierung.